# Indian Citizenship Act
L'Indian Citizenship Act (en français, « Loi sur la citoyenneté indienne »), également connu sous le nom de Snyder Act, est proposé par le représentant Homer P. Snyder afin d'étendre la citoyenneté américaine aux Amérindiens. La loi est promulguée par le président américain Calvin Coolidge le 2 juin 1924.
Il s'agit d'une réponse à l'engagement des Amérindiens durant la Première Guerre mondiale et d'une façon de réparer en partie leur exclusion du XIVe amendement (1868).
Cependant, la loi n'accorde pas automatiquement le droit de vote et plusieurs États des États-Unis continuent de le refuser jusqu'en 1948.